# 北京212吉普車

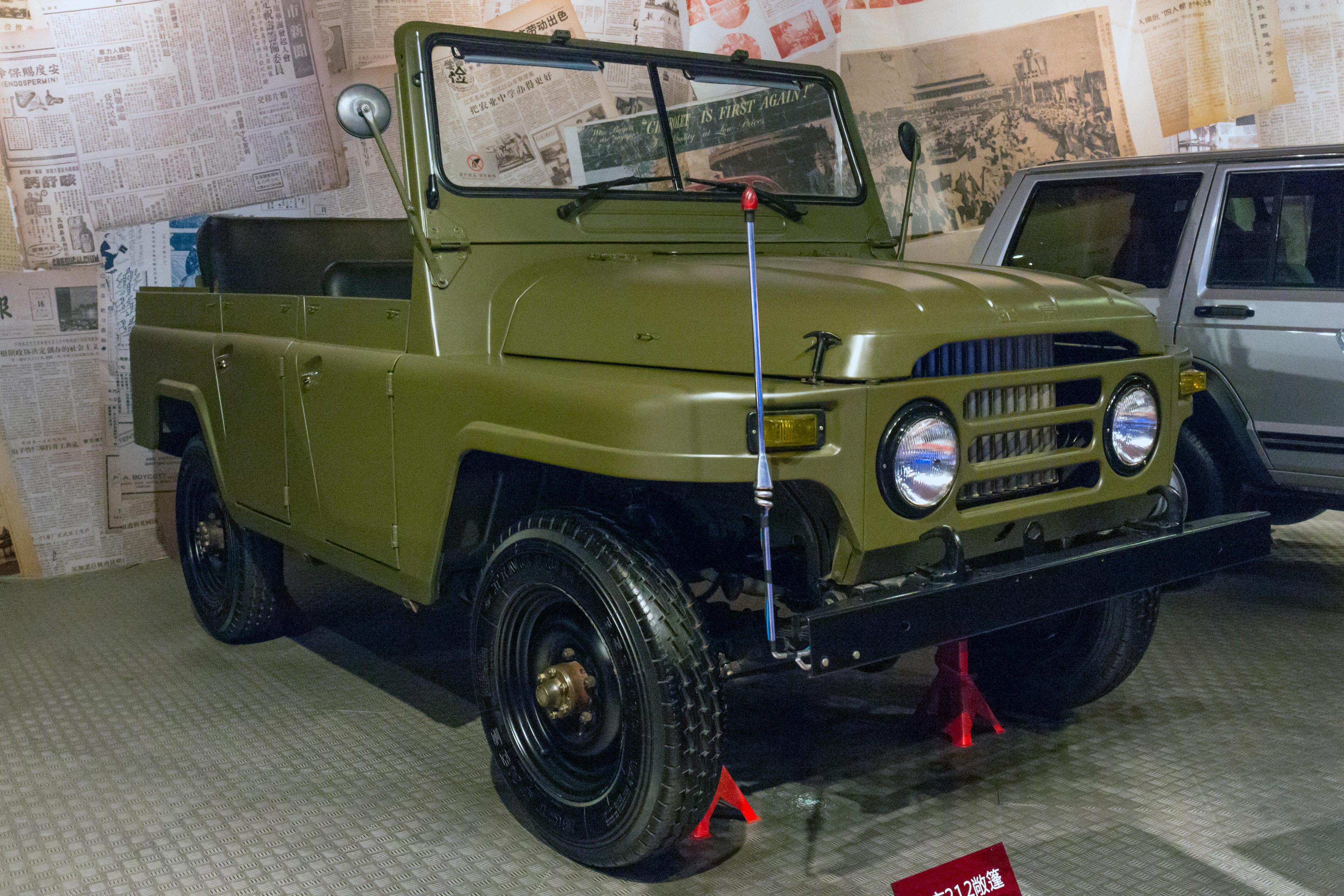
北京212吉普車（開篷狀態）

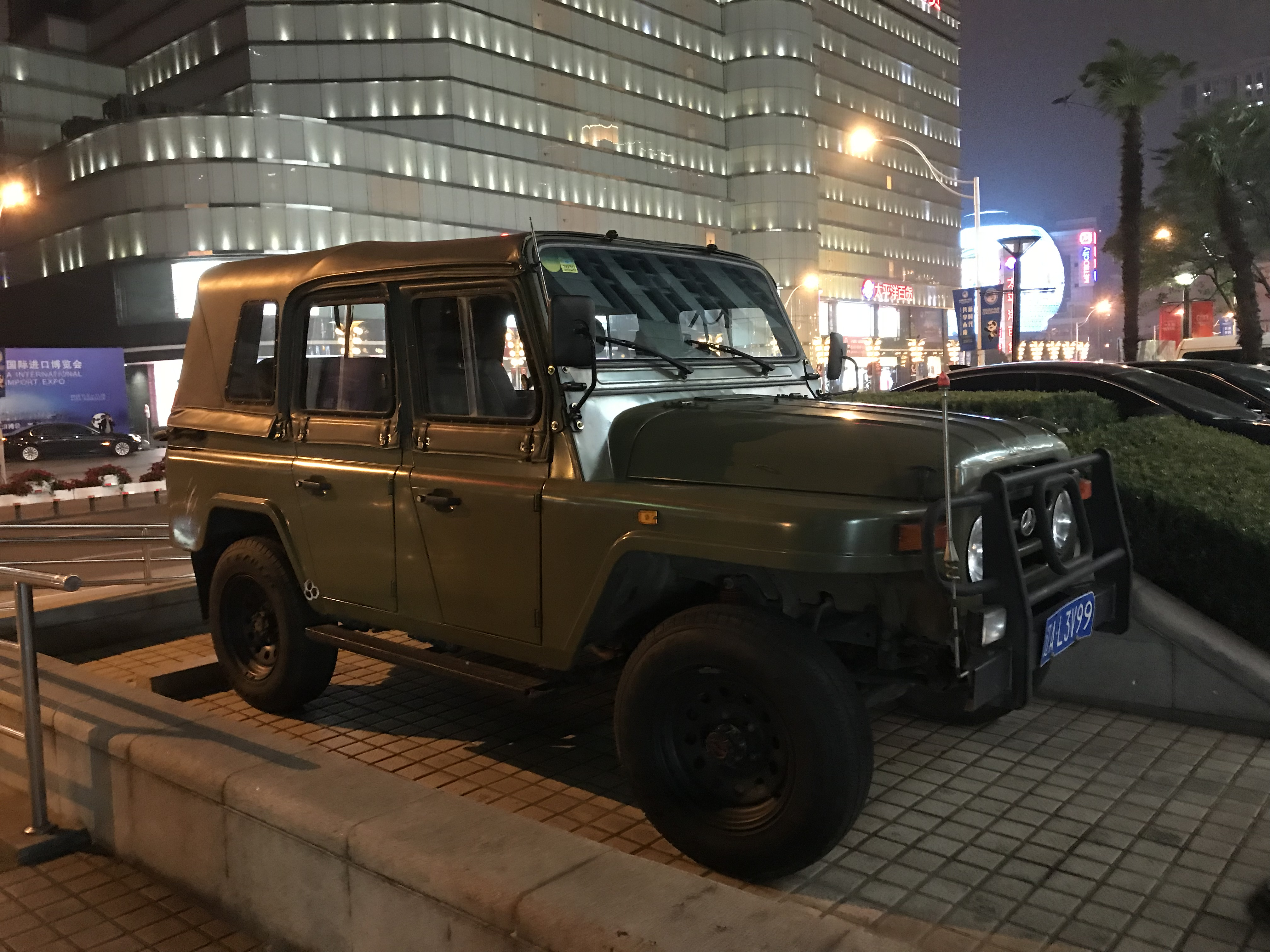
北京212吉普車（閉篷狀態）

北京212吉普車（簡稱BJ212）是北京汽车制造厂在1965年研製出來的越野车。在20世紀60年代初由於中蘇關係破裂，原本中國人民解放軍主力的軍用汽車蘇製GAZ-67人員車和GAZ-69人員車的供應中斷，於是國防科工委等中國軍方部門於1961年3月下令由原本生產東方紅轎車的北京汽车制造厂（北京吉普汽車有限公司的前身）研發的一款軍用人員車。

## 基本資料
- 車長:4.08米
- 車闊:1.84米
- 車高:1.87米
- 重量:1,395公斤
- 最快速度:130公里/小時
- 驅動方式:四輪驅動
- 發動機:一個水冷式四衝程汽油發動機（馬力=75匹）

## 設計

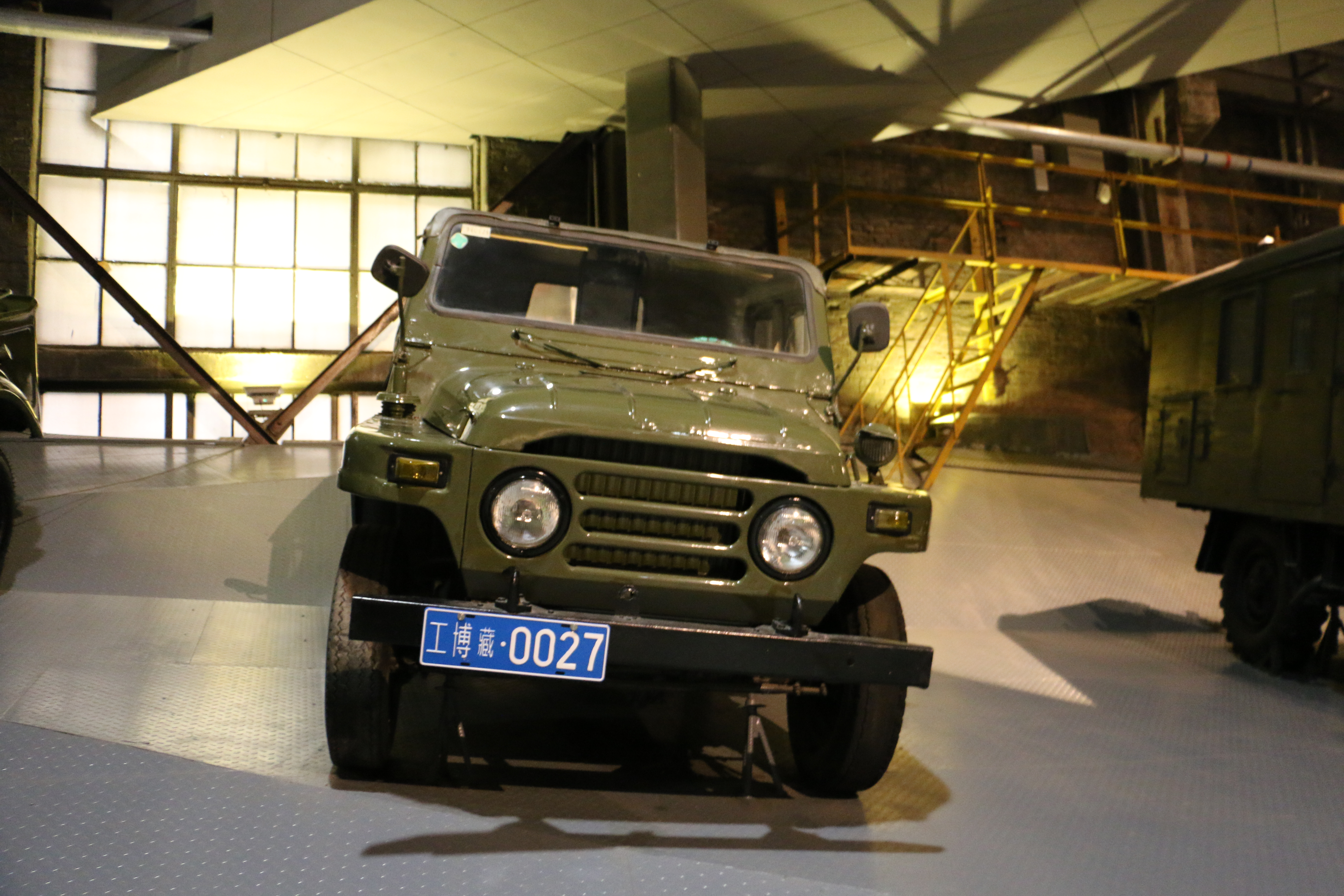
中国工业博物馆馆藏的北京212吉普车

北京212吉普車為典型的軍用吉普車設計，其外觀和美製威利吉普車相似而其內部設計又參考了GAZ-69人員車，車身為開篷車而可加裝武器並採用四輸驅動，車身前後兩組車輪採用鋼板彈簧非獨立懸架而有良好的越野機動性，其動力系統和東方紅轎車通用為一俱75匹馬力四衝程汽油發動機和一俱3速手動變速箱，和美式吉普車不同的是北京212吉普車有四道車門。

## 使用

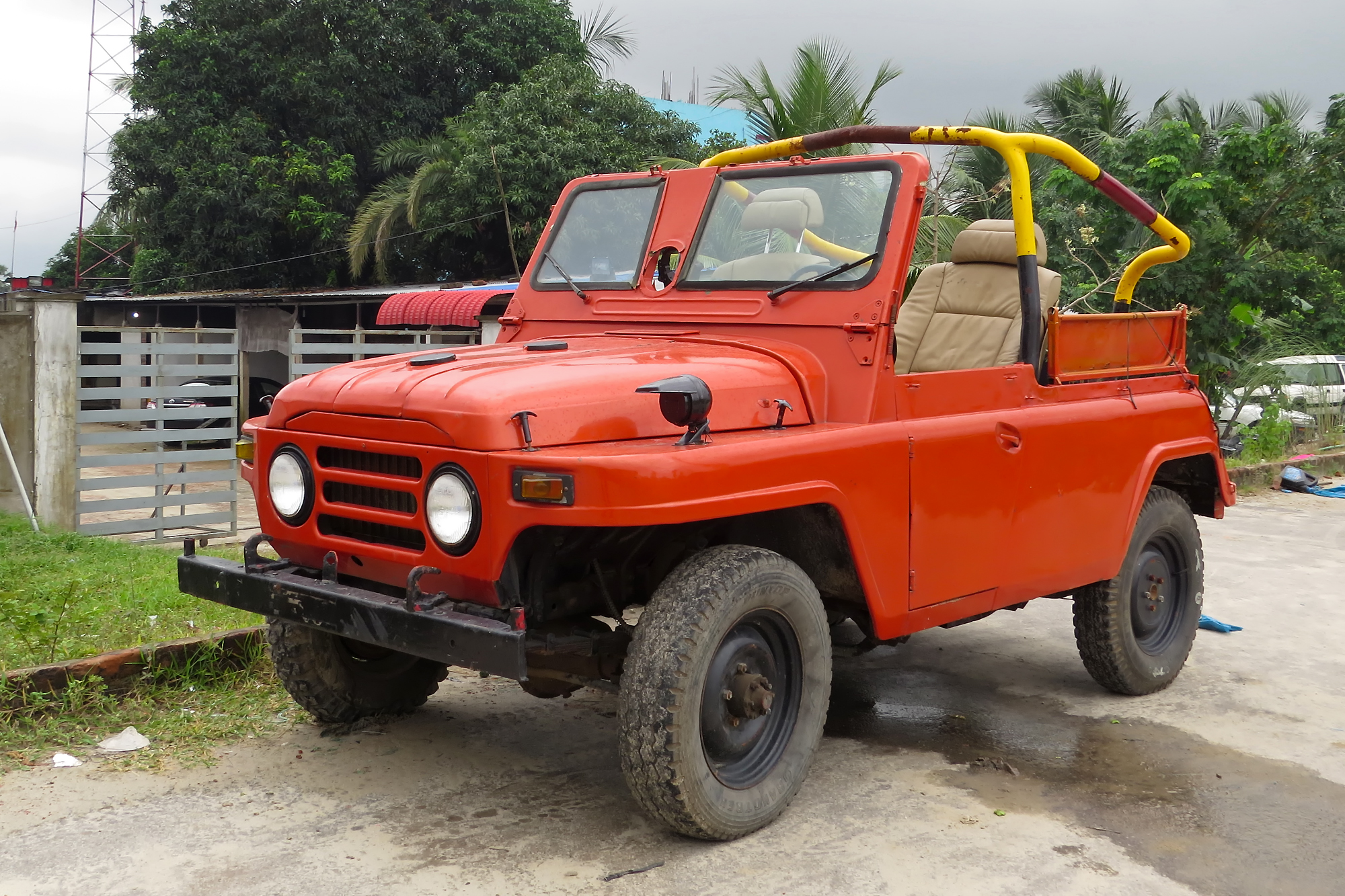
北京212吉普車民用版

北京212吉普車首先被用作中國共產黨主席毛澤東閱兵之用，大量供應給解放軍用作偵察、裝載武器和人員運輸等用途，而隨著1979年後的改革開放，北京212吉普車也作為民用車出售，估計現在仍有約60萬輛在使用，生產由1966年至1990年，1990年後軍用型停產而民用型仍在生產，其產量為中國國產車之冠。

## 流行文化
小號手模型有推出北京212吉普車的1/35比例模型車，中國大陸大量反映軍旅生活的電影和電視劇都有北京212吉普車出場，例如:
- 血色浪漫
- 沙海老兵
- 大熔爐

## 使用國家

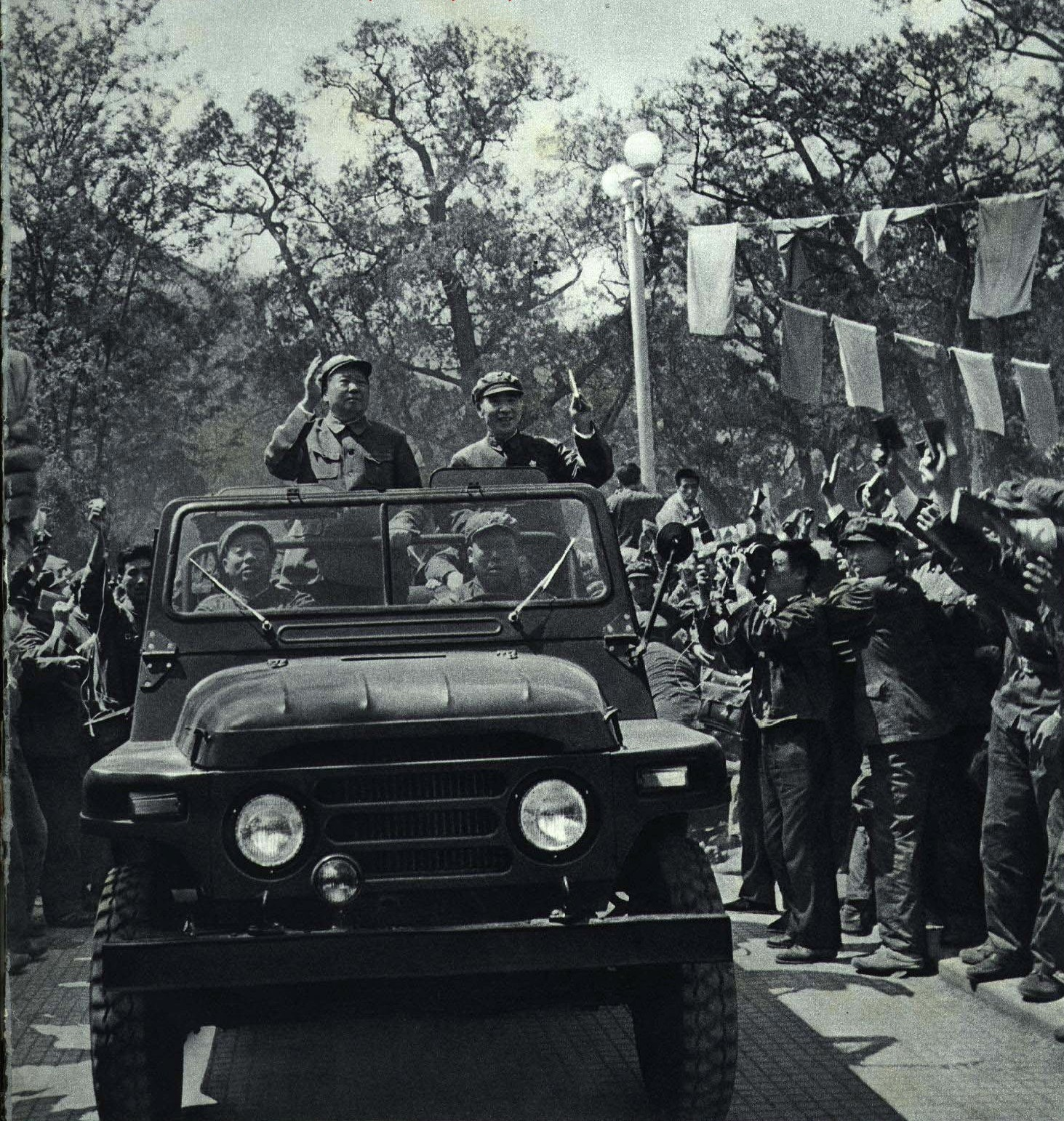
1967年5月毛泽东和林彪乘坐一輛北京212吉普車，出席五一劳动节庆祝

- 中华人民共和国（生產國）
- 阿尔巴尼亚
- 巴基斯坦
- 古巴
- 叙利亚
- 越南

## 外部連結
- 国产最老在售车型——北京212吉普车 （页面存档备份，存于）
- 国产吉普“北京212”正式改款，外观基本不变，将搭载三菱发动机 （页面存档备份，存于）
- 北京吉普212到底是一辆什么样的神车呢，今天带你见识下 （页面存档备份，存于）
- 今天跟大家聊聊BJ212，对于00后来说，这都是爷爷辈开过的车了
- 為什麼BJ212堅決不停產？
- 试驾北京BJ 212方门版：越野强、价格亲民、外形经典
- 50年了都沒變樣子，中國人的“路虎”，今售價7萬仍無人問津

1. ↑  . 專汽之都. 2020-03-06  [2021-12-18]. （原始内容存档于2021-12-18）.
2. ↑  . 專汽之都. 2020-09-21  [2021-12-18]. （原始内容存档于2021-12-18）.
3. ↑  李安定. . 世界图书出版公司. 2023: 25. ISBN 9787519296605.
4. ↑  北京市地方志编纂委员会. . 北京出版社. 2003: 8. ISBN 9787200046687.